# Michel Serrault
Michel Serrault (født 24. januar 1928, død 29. juli 2007) er en fransk skuespiller fra Brunoy, Essonne. Han blev verdenskendt med sin medvirken som "Zaza Napoli" i filmen La cage aux folles fra 1978. I filmen var han en feminin homoseksuel mand, som dannede par med en mere maskulin homoseksuel spillet af Ugo Tognazzi. Filmen blev en trilogi. En Broadway-musical ved samme navn blev opsat i 1983, og der blev desuden lavet en amerikansk version kaldet Birdcage i 1996, hvor Robin Williams spillede Michel Serraults rolle. 
I løbet af sin karriere spillede han alle typer af roller i mange andre franske film.
Man kan blandt andet se ham i filmen Pigen fra Paris fra 2002, hvor han spillede en ældre gnaven landmand, der sælger sin gård til en pige (spillet af Mathilde Seigner) fra Paris.
Tre gange har han modtaget en César for bedste mandlige hovedrolle (1979,1982 og 1996).

## Filmografi
- jeg er 100 år (1971)
- Mød min hr. mor (1978)
- Skyd med hr. mor (La cage aux folles 2) (1980)
- Min hr. mor skal være far (La cage aux folles 2) (1985)
- Nelly og Herre Arnaud (1995)
- Beaumarchais (1996)
- Assasin(s) (1997)
- Pigen fra Paris (2001)
- The butterfly (2002)